# Expert-Operator System
Az Expert-Operator System (EOS) elnevezésű tudományos szellemi alkotás a fejlődés egyetemes modelljének - Leader-Follow Modell - gyakorlati felhasználásra történt kidolgozása. Ezek az 1970-es és az 1990-es évek között tett felfedezések a Szovjetunióban, és ott egy fiatal tudományágban, a kibernetikában születtek meg.
Problémafelvetése: Létrehoztak már azelőtt is sokszorosan összetett és nagyszabású szoftver programokat és komplex technikai rendszereket, melyek képesek igen nagyszámú adat befogadására és feldolgozására. Arra azonban nem alkalmasak, hogy emberi beavatkozás nélkül figyeljék a világot, és annak az emberre gyakorolt hatásait. Elvileg lehetséges létrehozni ilyen automatikus rendszereket is, de ezek kifejlesztése, létrehozása, fenntartása is igen költséges, túl lassú és folyamatosan továbbfejlesztendő. Az élőlények, az emberek, illetve ezek együttesen is potenciálisan képesek mindarra, ami a saját fejlettségi szintjük emeléséhez szükséges.

## A megoldás elve
Az emberi felügyeletre nem csupán ahhoz van szükség, hogy ezeket a rendszereket megalkossa és vezérelje, hanem ahhoz is, hogy gépek nélkül is képes legyen, csupán a saját tehetségének a fejlődése által, életben maradni, és a környezetével együttműködni.

## A fejlődés feltétele
A komplex rendszerek változásának folyamata az alkalmazkodás. Ehhez az embert is tanítani kell, és ezért ehhez kell megkapnia a legtöbb támogatást.

## A fejlődés kibernetikai definíciója
A fejlődés mennyiségi és minőségi változások sorozatából létrejövő, univerzális törvényszerűségek alapján zajló folyamat. A mennyiségi változások anyagi természetűek, ám a minőségi változások információ-változásokkal magyarázhatók. Fejlődés kizárólag akkor jöhet létre, ha minőségi változások is bekövetkezhetnek. Az anyag fejlődése nem más, mint tulajdonságai megváltozása, ami az anyagban tárolt információ megváltozásakor jön létre. Az információváltozás is energiaigényes folyamat, ezért a fejlődési folyamatok a téridőben történő energia-információs változásokként írhatók le.

## Az Expert-Operator System alkotója
Borisz Jevgenyjevics Zolotov (1947. november 20. – 2015. december 25.), orosz matematikus, kibernetikus. A szinergetika egyik prófétájának is tartották. A Frontális Problémák Nemzetközi Akadémiájának (IAFP) alapító elnöke. Borisz Zolotov a Moszkvai Energetikai Főiskolán tanult, felsőfokú műszaki végzettséggel rendelkezett, és a Szovjetunió Tudományos Akadémiája Távol-keleti Tudományos Központjának Oceanológiai Intézetében dolgozott. A disszertációja megvédése után Borisz Zolotov sok ajánlatot kapott. J. P. Velihov orosz akadémikus azt javasolta, hogy foglalkozzon a szabályozható termonukleáris reakció létrehozásával különleges körülmények között. L. D. Fagyejev orosz akadémikus arra kérte, dolgozzon ki új fejezeteket a matematikában, mert ekkorra Borisz Zolotov már elég tekintélyes mennyiségű matematikai fejezetet dolgozott ki. J. I. Marcsuk orosz akadémikus az ember immunrendszere orvostudományi matematikai modelljének a kidolgozásához kérte fel. Minthogy B. J. Zolotov a bonyolult rendszerek specialistája volt, képes volt bármely tudományterület bármely folyamatainak a modellezésével foglalkozni. Ezt a tudományt nevezik kibernetikának. Zolotov hosszú ideig egy pszichoanalitikus csoport tagjaként is tevékenykedett. Ez a csoport a Tudományos Akadémia Elnöksége mellett működött, és olyan problémákkal foglalkozott, amelyeket „A megoldhatatlanoknak” neveztek. Az orosz Kulturális Minisztérium tudományos konzulense is volt.
Az Oceanlógiai Intézetnél Borisz Zolotov hosszú ideig dolgozott delfinekkel és bálnákkal, azzal a céllal, hogy a partnereinkké tegye őket az óceán meghódításában. Ennek a munkájának az alapján az érintkezés, a megértés új elveit, a világgal való kapcsolat új nyelveit dolgozta ki. Kozmikus problémákkal is foglalkozott, ő dolgozta ki A. Leonov űrhajós hővédő szkafanderét, részt vett a kozmikus technika műszeres berendezéseinek megalkotásában, dolgozott, továbbá, különösen nagyméretű titánöntvények, és más olyan szuperkorszerű anyagok készítéséhez szükséges berendezések kidolgozásán, amelyek a világ akkori legnagyobb atom-tengeralattjáróinak építéséhez voltak szükségesek, dolgozott továbbá a reaktorok védőberendezésein.
Lengyel Sándor - Borisz Zolotov magyar tanítványa - az EOS módszer (pontosabban technológiarendszer) új tanulmányi rendszerét is felépítette és új eszközöket dolgozott ki az oktatáshoz és más fejlesztési területekhez. Mesteréhez hasonlóan ő is a művészet és a tudomány szintézisével, asszociatív folyamatokon keresztül dolgozik és tanít.

## A Leader-Follow Modellről (LFM)
Alaphipotézise: "Történelmileg olyan tudást adnak az embernek, amelyre tényleges szüksége van. És mi várjuk, hogy mikor adják azt a tudást, hogy hogyan kell tovább élni és álmodozunk, hogy majd jól fogunk tovább élni. Talán ez a tudás meg is van, a legtöbb ember megkapja az élete során. De milyen módon kapja meg az ember ezt a tudást? Hogyan tanulja meg? Mik azok a katasztrófapontok, a bizonytalanságok? Hol veszíti el önmagát, hol találja meg? Ez az egész könnyen érthetővé válik, ha naivan vizsgáljuk meg, tehát matematikai értelemben nagyon leegyszerűsítve."(B. J. Zolotov) Bővebben a LF modellről:  -LFM-A fejlődési/tanítási folyamatok univerzális elmélete

## Bővebben az LFM-ről
A modell lényege: "Egy naiv de pontos modellben, a nulla szinttől kezdve megnézzük a tanítás modelljét: amikor az egyik objektumnak van valamilyen ismerete, tudása, minősége, a másiknak viszont nincs. Hogyan adható át annak, akinek nincs? Hogyan zajlik ez a folyamat? Milyen rezsimek, milyen erők szerepelnek benne? Milyen együttműködés zajlik? Milyen mezők vannak és milyen változások? Amint valóban megértjük ezt a modellt, érthetővé válik az is, hogy miért fordul elő olyan gyakran, hogy ha kidolgoznak egy fejlődési modellt, akkor az általában téves. Ugyanis csupán egyetlen univerzális trajektórián nem lehetséges kidolgozni átalakulási, azaz fejlődési törvényt." (B. J. Zolotov)

## A LFM filozofikus leírása
"Ebben az együttműködési modellben valamennyi együttműködő személy rendelkezésére áll az a lehetőség, hogy olyan képességet dolgozzon ki, ami által megnöveli a tájékozódási szintet az élettérben és az információs térben, javítva a fogékonyság minőségét az új ismeretek bővítéséhez, a végletekig kiszélesítve az ismeretszerzési lehetőségeket." (B. J. Zolotov)
Bővebben:

## A LFM alapján tett felismerés lényege
A -LFM-A fejlődési/tanítási folyamatok univerzális elmélete matematikai összefüggés alapján kimondható, hogy az egyetemes fejlődés nem más, mint kétobjektumos átadási folyamat, négy fő szakaszban, hét lépésben. A két univerzális objektumot az egymással együttműködő párt alkotó egyik, úgynevezett expert minőségű és szerepű objektum, és a másik, az úgynevezett operátor minőségű és szerepű objektum néven vezették be. Az Expert-Operator System a LFM gyakorlati alkalmazása, egyúttal egy új módszer, azaz új eszköz a fejlődéshez. Az expert-operator pár azt jelenti, hogy a két objektum összekapcsolódik, szorosan kölcsönhatnak egymással, de ezt az információcserén keresztül teszik, tehát értelmesen együttműködnek, miközben úgy viselkednek, mint egyetlen organizmus. Ilyen viselkedést az állat és a növényvilágban is megfigyelhetünk. Természetesen a rendszer azzal fejleszthető tovább, ha újabb, egyedi elemek lépnek be a rendszerbe. Ezzel a fajta együttműködési formával a szinergetika tudománya foglalkozik. Bővebben a szinergetikáról, mint a rendezettséget felhalmozó nyitott rendszerekről: 

## A felfedezés jelentősége
Bármilyen témáról is legyen szó az életben, mindenhol belekerülünk a Leader-Follow összefüggésbe.

## A Modell alkalmazásai széleskörűek
Tudományos ismeretszerzési, művészi, üzleti és oktatási területeken születtek új eljárások. A legfontosabbak: Lézeres egészségmegőrző és kommunikációs eljárások. Biointernet kiépítése. Kreatív tanítási módszerek új irányai. Színházi és filmes oktató és dokumentális produkciók. Teljes vállalati szervezeteket hosszútávon fejlesztő projektek. A VR High-Tech technikájára kidolgozott automatizált regeneráló tréning, mely a tudatos álmodásra és a cirkadián ritmus helyreállítására helyezi a hangsúlyt. Üzleti, párkapcsolati együttműködési programok. Orvosi terápiás alkalmazások.

## A Modell alkotója
Az Expert-Operator System (röviden EOS, kiejtése EOSZ) kidolgozója Borisz Jevgenyjevics Zolotov orosz matematikus, kibernetikus.

## Borisz Zolotov alaptézisei
Első alaptézis: "Az egyetemes fejlődési törvény kimondja, hogyan szabadítható meg az emberiség vagy az egyén a fejlődése közben bekövetkezett hibáktól, és azok következményeitől."
Második alaptézis, egyben Borisz Zolotov axiómája: "Mielőtt hozzá fognánk a világ átalakításához, előbb rendet kell teremtenünk abban a zónában, amelynek átalakítása a legkisebb romboló következményekkel jár a világra nézve: a saját fejünkben."

## EOS Iskolarendszer
Az alkotók célja az ismeretek minél szélesebb körű átadása volt. Ennek érdekében az expert-operátor szakemberek és tanárok folyamatos képzéséhez magánakadémiát és további központokat alapítottak, ahol jelenlegi is folyik a kutató-fejlesztő munka, és zajlanak a szemináriumok.